# Federico Arrazola
Federico Arrazola Guerrero (Madrid, 1846 - id., 11 de enero de 1913) fue un político español. Fue elegido diputado al Congreso por el distrito electoral de Villalpando (provincia de Zamora) en las elecciones generales de 1884 y 1891, y por el de Villena (provincia de Alicante) en las elecciones de 1896, aunque no llegó a presentar la credencial. Después fue senador por la provincia de Teruel entre 1899 y 1900, y senador vitalicio desde 1900.